# 隈之城町
隈之城町（くまのじょうちょう）は、鹿児島県薩摩川内市の町。旧薩摩郡川内町隈之城町、川内市隈之城町。郵便番号は895-0041。人口は2,341人、世帯数は964世帯（2020年10月1日現在）。

## 地理
薩摩川内市の南部、隈之城川下流域に位置する。字域の北方に冷水町、向田町、南方に矢倉町、尾白江町、東方に勝目町、宮崎町、西方に中福良町、青山町、宮里町がそれぞれ接している。
字域の中央部を南北に旧国道3号が、北方には国道3号隈之城バイパスが通っておりそれに沿って鹿児島本線が通っており、字域内には隈之城駅が所在している。また東西に鹿児島県道313号荒川川内線、鹿児島県道336号山田隈之城線が通っている。
隈之城駅の西方には学校法人川島学園が運営するれいめい中学校・高等学校が、字域の東端には薩摩川内市立隈之城小学校が所在している。また、字域の北部には2009年（平成21年）までは川内純心女子高等学校と鹿児島純心女子大学附属純心幼稚園（現：鹿児島純心大学附属純心幼稚園）が所在していたが現在は川内純心女子高等学校が閉校となったため、鹿児島純心大学附属純心幼稚園のみが所在している。
北西部には冷水町との境界線上に陸上自衛隊川内駐屯地が所在している。

### 河川
- 川内川水系隈之城川

### 湖沼
- 藤次郎池

### 字名の由来
「隈之城町」という大字名は1929年に東水引村、平佐村との合併により川内町（川内市の前身）が成立するまで自治体として存在していた隈之城村に由来する。

## 歴史
1940年（昭和15年）2月10日に鹿児島県公報に掲載され、同日に施行された「 薩摩郡川内町、町名改稱竝區域變更」（鹿児島県告示）により「大字西手ヲ廢止シ其ノ區域中（中略）字仁禮木、石間伏、湯尻、野首、手尾賀、後牟田、後原、尾賀原、瀬白木、古寺、尾賀上、尾崎、藤次原、池尻、久木元、尾賀、池田、梅ヶ町、青木、丸尾、池頭、岩崎、西ノ口、小路、中津町、餅ヶ丸、菱川、城、湯木、先崎、湯谷、握山、城下、柿木、山本、川原田、木練（番地一覧略）ノ區域ヲ隈之城町（クマノジヨウチヨウ）ト」し、「大字東手ヲ廢止シ其ノ區域中字仮屋崎ノ區域ヲ同郡同町隈之城町（クマノジヨウチヨウ）ニ編入」することが鹿児島県知事によって許可され、薩摩郡川内町大字西手のうち字仁禮木、石間伏、湯尻、野首、手尾賀、後牟田、後原、尾賀原、瀬白木、古寺、尾賀上、尾崎、藤次原、池尻、久木元、尾賀、池田、梅ヶ町、青木、丸尾、池頭、岩崎、西ノ口、小路、中津町、餅ヶ丸、菱川、城、湯木、先崎、湯谷、握山、城下、柿木、山本、川原田の全域及び木練の一部、薩摩郡川内町大字東手のうち仮屋崎の全域の区域を以て川内町の町「隈之城町」が設置された。翌日の2月11日には薩摩郡川内町が単独で市制施行し川内市となった。
2004年（平成16年）10月12日に川内市、東郷町、入来町、祁答院町、樋脇町、下甑村、上甑村、鹿島村、里村が新設合併し薩摩川内市が設置された。この市町村合併に伴い設置された法定合併協議会において川内市の町・字については「現行通りとする。」と協定されたため、名称の変更は行われずに薩摩川内市の町となった。

### 字域の変遷
| 実施後           | 実施年             | 実施前           |
| ---------------- | ------------------ | ---------------- |
| 隈之城町（新設） | 1940年（昭和15年） | 大字西手（一部） |
| 隈之城町（新設） | 1940年（昭和15年） | 大字東手（一部） |

## 文化財

### 市指定
- 大源寺跡入来院氏関係石塔群（記念物（史跡））[11]

## 人口
以下の表は国勢調査による小地域集計が開始された1995年以降の人口の推移である。
| 年                 | 人口  |
| ------------------ | ----- |
| 1995年（平成7年）  | 2,546 |
| 2000年（平成12年） | 2,403 |
| 2005年（平成17年） | 2,424 |
| 2010年（平成22年） | 2,433 |
| 2015年（平成27年） | 2,383 |
| 2020年（令和2年）  | 2,341 |

## 施設

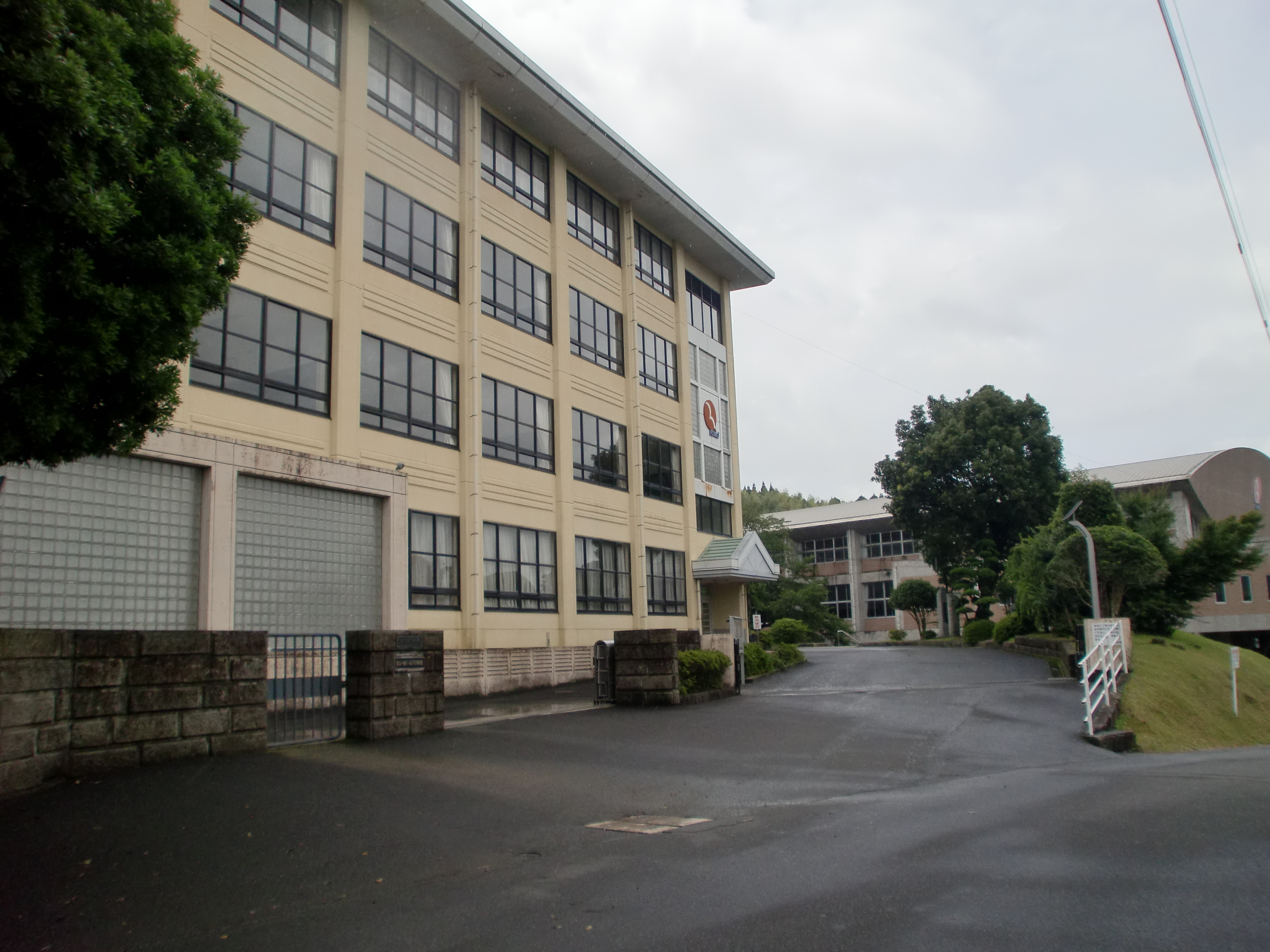
れいめい中学校・高等学校

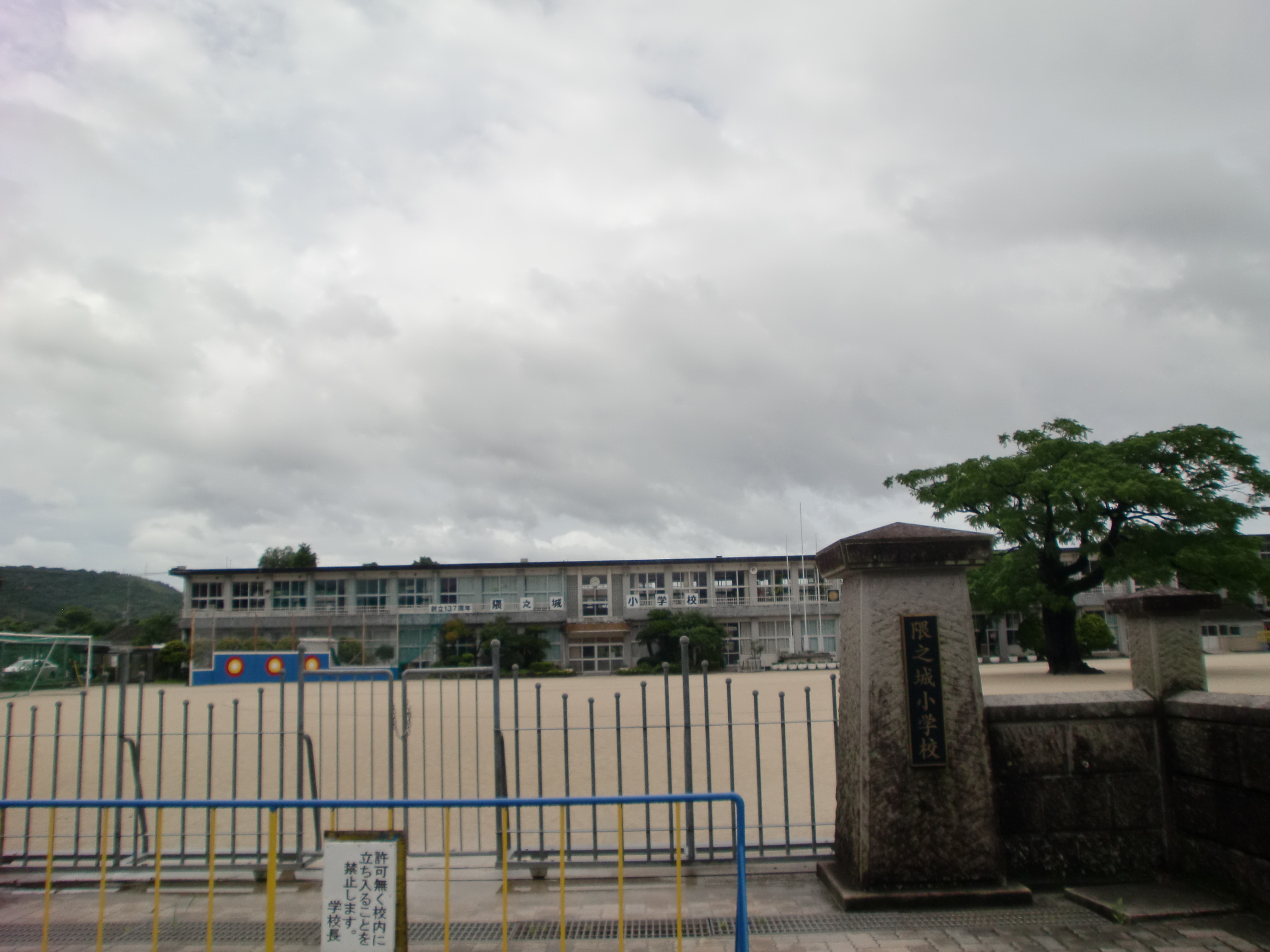
薩摩川内市立隈之城小学校

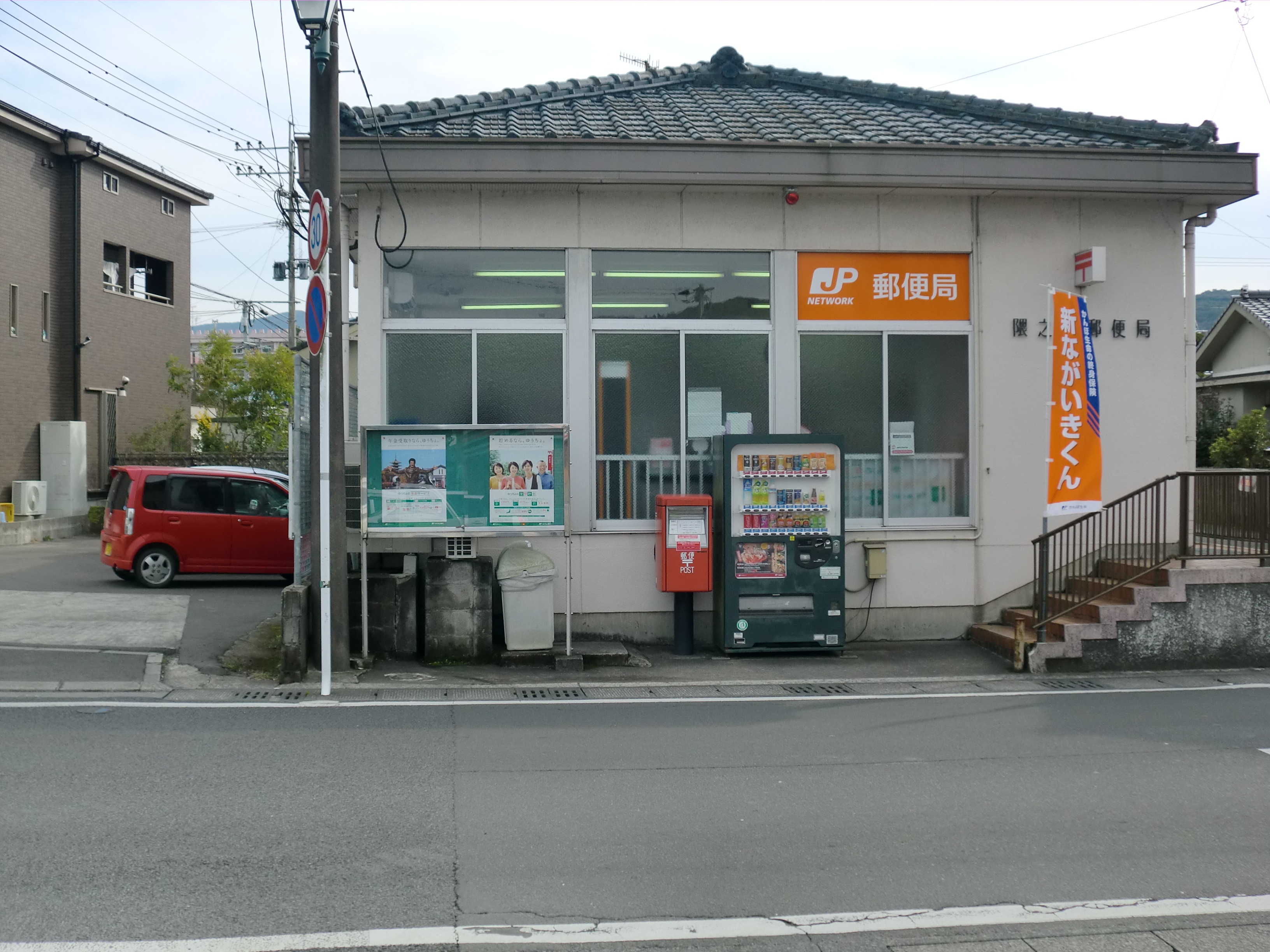
隈之城郵便局

### 公共
- 陸上自衛隊川内駐屯地（一部）
- 鹿児島県北薩地域振興局第2庁舎[17]
  - 鹿児島県川薩保健所[18]
  - 鹿児島県教育委員会北薩教育事務所[19]

### 教育
- れいめい中学校・高等学校[20]
- 薩摩川内市立隈之城小学校[21]
- 鹿児島純心大学附属純心幼稚園[22]
- 隈之城保育園[23]

### 郵便局
- 隈之城郵便局[24]
1921年（大正10年）11月1日に開設された[25]。

### 寺院
- 城光寺

## 小・中学校の学区
市立小・中学校に通う場合、学区（校区）は以下の通りとなる。
| 町丁     | 番地 | 小学校                   | 中学校                   |
| -------- | ---- | ------------------------ | ------------------------ |
| 隈之城町 | 全域 | 薩摩川内市立隈之城小学校 | 薩摩川内市立川内南中学校 |

## 交通

### 道路
一般国道
- 国道3号（隈之城バイパス）
- 国道3号（旧道の一部）

一般県道
- 鹿児島県道313号荒川川内線
- 鹿児島県道336号山田隈之城線

### 鉄道
九州旅客鉄道
- 隈之城駅
肥薩おれんじ鉄道から隈之城駅までの直通列車が1日4本運行されている。